# Rue Maghin
La rue Maghin est une artère du quartier Nord de la ville de Liège (Belgique) sur la rive gauche de la Meuse.

## Historique
La rue est construite en deux temps. Une première section ouverte en 1879 relie la place Vivegnis aménagée une quinzaine d'années auparavant à la rue Regnier-Poncelet. La prolongation de la voirie jusqu'à la place des Déportés n'est réalisée qu'en 1940 car l'espace était précédemment occupé par le couvent des Carmélites puis par les ateliers de saint-Léonard (aciéries Regnier-Poncelet) depuis 1825.

## Situation
Cette large voie rectiligne a été tracée en oblique par rapport aux autres rues de ce quartier qui sont, soit parallèles, soit perpendiculaires à la Meuse. Elle mesure environ 450 m, compte une centaine de maisons et immeubles et relie la place des Déportés et le parc Saint-Léonard à la place et à la rue Vivegnis.

## Odonymie
Maghin est un ancien prénom féminin usité à Liège depuis le Moyen Âge. La place des Déportés et le pont Saint-Léonard voisins ont aussi porté ce nom.

## Architecture

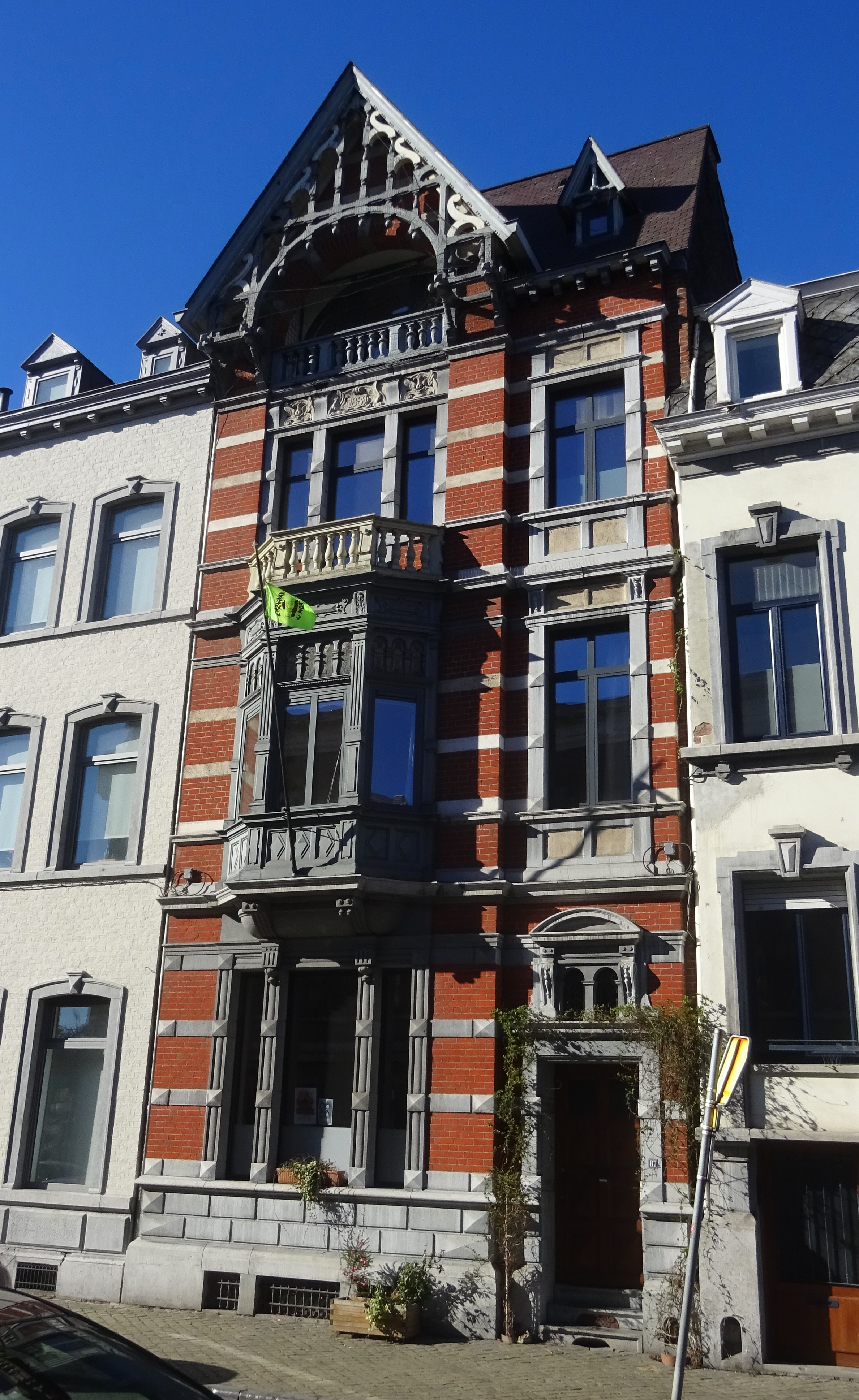
Rue Maghin, 87

La rue ayant été réalisée à deux époques différentes (voir Historique), les habitations reflètent assez bien les architectures en vogue à ces époques.
La partie nord est constituée d'une majorité d'immeubles construits à la fin du XIXe siècle. Parmi ces habitations, celle située au no 87 a été réalisée dans un style éclectique en 1889 d'après les plans de l'architecte A. Capelle. Elle possède une façade asymétrique de deux travées en brique, striée de bandeaux de pierre calcaire. La travée de gauche est surmontée par un pignon avec menuiserie ouvragée.
Au no 54, l'imposante façade de l'école d'hôtellerie et de tourisme de la ville de Liège a été érigée en 1894 dans un style néo-Renaissance par l'architecte Joseph Lousberg.
La partie sud de la rue possède plusieurs maisons s'inspirant du style Art déco comme les immeubles voisins sis aux nos 6, 8 et 10.

## Activités
L'école d'hôtellerie et de tourisme de la ville de Liège se situe au no 54.

## Voiries adjacentes
- Parc Saint-Léonard
- Rue Mathieu Laensbergh
- Rue Saint-Léonard
- Rue Regnier-Poncelet
- Rue de l'Enclos
- Jonruelle
- Rue Chéri
- Rue des Franchimontois
- Rue Vivegnis
- Place Vivegnis

### Sources et liens externes
- « Saint-Léonard : L’histoire du quartier », sur saint-leonard.be (consulté le 10 janvier 2019)